# Llanos Morelos 1ra. Sección
Llanos Morelos 1ra. Sección är en ort i Mexiko.   Den ligger i kommunen Ixtapangajoya och delstaten Chiapas, i den sydöstra delen av landet, 700 km öster om huvudstaden Mexico City. Llanos Morelos 1ra. Sección ligger 352 meter över havet och antalet invånare är 212.
Terrängen runt Llanos Morelos 1ra. Sección är kuperad, och sluttar norrut. Runt Llanos Morelos 1ra. Sección är det ganska tätbefolkat, med 52 invånare per kvadratkilometer. Närmaste större samhälle är Teapa, 6,5 km norr om Llanos Morelos 1ra. Sección. Omgivningarna runt Llanos Morelos 1ra. Sección är en mosaik av jordbruksmark och naturlig växtlighet.